# Rhabdodiscus anomorphoides
Rhabdodiscus anomorphoides är en lavart som först beskrevs av William Nylander och fick sitt nu gällande namn av Edvard Vainio 1921. 
Rhabdodiscus anomorphoides ingår i släktet Rhabdodiscus och familjen Thelotremataceae. Inga underarter finns listade i Catalogue of Life.